# 周右
周右（？—？），浙江钱塘（浙江杭州）人，是一名清朝政治人物。
周右曾于1813年接替王大同任上海县知县一职，1813年由陈文述接任。